# 의왕백운지식문화밸리
의왕백운지식문화밸리는 경기도 의왕시 학의동 백운호수 남쪽에 954,979㎡의 크기로 비지니스센터, 지식정보교류센터, 전문의료기관(병원), 특성화된 교육시설, 수변 복합 상업시설 등을 유기적 연계하고, 다양한 계층의 입주 수요를 충족시키기 위한 친환경 주거단지 조성하기 위한 목적으로 2005년부터 실시한 도시개발 사업이다.

## 환경
원래 그린벨트 지역이었던 만큼 천혜의 자연환경을 갖춘 것이 장점이다. 백운호수가 주거단지 전면에 있고 청계산, 우담산, 바라산, 백운산, 모락산이 사업지구 배후를 전부 둘러싸고 있다. 백운호수를 주제로 한 도시 조성을 목표로 하였기에, 자연과의 조화로운 수도권 근교의 친환경 전원도시이다. 백운호수 생태탐방로 데크와 주거 지역의 하천길이 연결되고 그 길이 의왕대간 등산로로 이어져, 횡단보도나 인도를 거치지 않고 통행이 가능하다.

## 교통

### 차량
의왕과천도시고속화도로의 청계IC와 바로 연결돼 강남까지 20분대 이동이 가능하다. 또 서울외곽순환고속도로와 학의 분기점으로 연결돼 경부고속도로 및 서해안고속도로도 연계가 가능하다. 여기에 북의왕IC, 북청계IC를 통해 안양성남고속도로로 제2경인고속도로까지 이용 가능하다. 안양판교로 쪽으로 백운터널을 개통해 판교신도시, 수지구 쪽으로 출퇴근이 용이하다. 백운산 터널로 성남대장지구와 연결될 예정이다.

### 버스
| 노선 번호 | 운행구간     | 운행구간 | 운행구간         | 경유지 | 배차 간격 (분) |
| --------- | ------------ | -------- | ---------------- | ------ | -------------- |
| 05        | 인덕원역     | ↔        | 롯데아울렛의왕점 |        |                |
| 05-1      | 인덕원역     | ↔        | 의왕시청         |        |                |
| 06-1A     | 인덕원역     | ↔        | 새터마을         |        |                |
| 06-1B     | 인덕원역     | ↔        | 롯데아울렛의왕점 |        |                |
| 06-2      | 인덕원역     | ↔        | 모락산안골       |        |                |
| 33        | 포일숲속마을 | ↔        | 롯데아울렛의왕점 |        |                |
| G3900     | 양재역       | ↔        | 월암종점         |        |                |

### 지하철
백운호수 북쪽으로 경강선 청계역이 2026년 들어설 예정이다.

## 교육
백운호수초등학교가 2019년 1학기에 개교했다. 초등학교 옆 유치원 부지를 활용하여 백운호수 초중통합학교를 2026년 1학기 개교를 목표로 사업 진행중이다. 그때까지 인근 중고등학교로 통학을 위한 셔틀버스 비용을 백운PFV가 부담하고, 학교별로 운행중이다.

## 주거

### 공동주택
| 블럭 | 단지명                             | 세대수 | 입주            | 비고                                                  | 관리소 전화번호 |
| ---- | ---------------------------------- | ------ | --------------- | ----------------------------------------------------- | --------------- |
| B    | 의왕백운해링턴플레이스 1단지       | 958    | 2019년 2월 28일 | 민간분양                                              | 031-421-0930    |
| C1   | 의왕백운해링턴플레이스 2단지       | 534    | 2019년 2월 28일 | 민간분양                                              | 031-425-0046    |
| C2   | 의왕백운해링턴플레이스 3단지       | 182    | 2019년 2월 28일 | 민간분양                                              | 031-421-3452    |
| C3   | 의왕백운해링턴플레이스 4단지       | 220    | 2019년 2월 28일 | 민간분양                                              | 031-421-5671    |
| C4   | 의왕백운해링턴플레이스 5단지       | 586    | 2019년 2월 28일 | 민간분양                                              | 031-421-0930    |
| A3   | 백운밸리골드클래스                 | 420    | 2019년 6월      | 민간임대 8년 후 분양전환 (분양가 미확정)              | 031-426-9088    |
| A2   | 백운밸리레이크포레2단지 제일풍경채 | 250    | 2020년 1월      | 민간임대 4년 후 분양전환 (분양가 확정,조기분양세대有) | 031-426-7608    |
| A4   | 백운밸리레이크포레4단지 제일풍경채 | 340    | 2020년 1월      | 민간임대 4년 후 분양전환 (분양가 확정,조기분양세대有) | 031-426-7608    |
| A1   | 미정                               | 414    | 미정            | 60㎡ 이하 국민임대                                    |                 |
|      | 총세대 수                          | 3,908  |                 |                                                       |                 |

### 단독주택
이주자, 협의자(2019년에 평당 약 1130만원에 공급) 택지는 2019년에 분양을 완료했고, 소유주 별로 2020년부터 착공하여 2021년에 대부분이 준공하였다. 이주자 택지 중 일반분양분 18필지는 2021년 1월에 입찰방식으로 최고가 21억에 분양 완료하였다.
| 지역명                                                   | 필지수 | 세대수 | 비고                                          |
| -------------------------------------------------------- | ------ | ------ | --------------------------------------------- |
| 백운호수초등학교 앞 단독전용주택 (단1 ~ 단6)             | 52     | 260    | 건폐율 60%, 용적률 180%, 필로티 제외 3층 이하 |
| 해링턴3단지와 타임 빌라스 사이 점포형 주택 (단7 ~ 단14)  | 69     | 216    | 건폐율 60%, 용적률 200%, 필로티 포함 4층 이하 |
| 골드클래스와 타임 빌라스 사이 단독전용주택 (단15 ~ 단18) | 51     | 255    | 건폐율 60%, 용적률 180%, 필로티 제외 3층 이하 |
| 총                                                       | 172    | 731    |                                               |

### 개발구역과 접한 마을
| 지역명   | 세대수 | 비고                  |
| -------- | ------ | --------------------- |
| 능안마을 | 약 250 | 신축 빌라도 약간 있다 |
| 학현마을 | 약 300 | 단독 주택 위주        |

## 지원 시설

### 타임 빌라스 롯데 프리미엄 아울렛
지식문화지원시설 1블럭, 3블럭을 분양 받은 롯데쇼핑이 3-1블럭에 건설하여 2021년 9월 10일에 그랜드 오픈했다. 1블럭은 2021년 7월에 롯데가 백운PFV에 다시 환매하였다.

### 메종 리빙전문관
타임빌라스 바로 옆인 지식문화지원시설 3-2블럭에 지상4층, 지하 3층 크기로 2024년 5월에 완공 예정으로 공사중이다. 롯데에서 인수한 한샘과 전자업체 등이 입점한다.

### 상업 1블럭
롯데가 환매한 부지를 2021년 8월에 '롯데쇼핑과 동종업 금지 조항'을 넣어 1730억원에 공매로 테라개발(인창개발)에 매도하였다. 지하3층 ~ 지상 5층, 총 452실의 업무시설 및 근린생활시설이 예정되어 있다.

### 의료 시설
지식문화지원시설 4블럭에 들어설 예정이고, 2019년 10월 토지 분양을 하였으나 미분양 상태이다. S의료재단과 종합병원 유치 협약식을 맺고, 종합병원 설립을 추진중이다. 2021년말에 백운PFV와 의왕도시공사가 졸속으로 최고 입찰가로 부지매입을 선정하는 방식으로 날치기 행정을 진행하였으나 주민들의 반발로 무산되었다. 2022년 5월 27일에 의왕도시공사 사장, 백운PFV 대표, 백운AMC 대표, 종합병원유치위 위원장이 모여 종합병원유치를 위한 협약에 서명하였다.

### 비지니스 시설 (백운호수 푸르지오 숲속의 아침)
| 블럭      | 단지명                              | 오피스텔 세대수 | 노인복지주택 세대수 | 입주 예정   | 비고 | 시행사 연락처 |
| --------- | ----------------------------------- | --------------- | ------------------- | ----------- | ---- | ------------- |
| 지원2-2BL | 백운호수 푸르지오 숲속의 아침 1단지 | 512             | 325                 | 2025년 11월 |      | 1577-5052     |
| 지원2-1BL | 백운호수 푸르지오 숲속의 아침 2단지 | 330             | 211                 | 2025년 11월 |      | 1577-5052     |

지식문화지원시설 2블럭(2-1, 2-2)에 위치하고, 오피스텔 비중을 늘린 후 재공고하여 2020년 11월에 MDM 그룹이 낙찰 받고, 2021년 3월에 지질조사를 실시했다. 2022년 9월에 카페테리아, 식당, 수영장, 피트니스 등 대규모 부대시설을 포함한 오피스텔을 공급 분양했다. 노인복지주택은 법률개정으로 소유권 분양이 불가능하여, 시행사가 직접 임대한다.

### 백운밸리 퍼스트원
지식문화지원시설 2-1, 2-2블럭에 2024년 준공한 분양형 근생 상가이다.

### 상업 4블럭
지하 4층 / 지상 8층 규모로 2024년 부터 건설중이다.

### 상업 3블럭
2022년에 토지 분양했다.

### 백운호수 음식마을
백운호수 주변으로 오래 전부터 형성된 식당, 카페 거리이다.

## 공원

### 백운호수 공원화 사업
- 백운호수 참고

### 소하천 공원
- 오링개천(오린계천) - 해링턴 1단지와 청계IC 사이에 있다. 백운호수로 흐른다.
- 윗등골천 - 해링턴 1단지와 5단지 사이에 있다. 바라천과 만나 맞이공원 방향으로 흘러 백운호수까지 흐르고, 사람도 인도나 횡단보도를 거치치 않고 하천길을 따라 백운호수 데크로 걸어갈 수 있다.
- 바라천 - 해링턴 4단지와 5단지 사이에 있다. 윗등골천과 만나 맞이공원 방향으로 흘러 백운호수까지 흐르고, 사람도 인도나 횡단보도를 거치치 않고 하천길을 따라 백운호수 데크로 걸어갈 수 있다.
- 북골천 - 레이크포레 2단지(풍경채)와 골드클래스 사이에 있다. 백운호수로 흐르고, 아파트를 나서면 인도나 횡단보도를 거치치 않고 하천길을 따라 타임빌라스와 백운호수 데크로 바로 걸어갈 수 있다. 상류로 올라가면 바라산 자연휴양림을 지나 바라산 등산로나 임도길(둘레길)로 연결이 된다.

### 일반 공원
- 미소공원 - 바라제1교와 바라제2교 사이를 지칭하며, 미소1목교, 미소2목교, 파고라 등이 있으며 원형으로 설계했다. 롯데 상업시설 건물을 이어주는 역할을 한다.
- 맞이공원 - A1 블럭 앞에 위치하며, 2019년 개장했다.
- 향기공원 - 레이크포레 2단지(풍경채)와 북골천 옆에 있다.
- 어린이 공원 1 - 백운밸리 커뮤니티센터와 백운호수교회 사이로 올라가면 있다.
- 어린이 공원 2 - 해링턴 3단지 옆 단독필지에 있다.
- 어린이 공원 3 - 물놀이공원으로 롯데 타임 빌라스와 단독필지 사이에 있다.
- 소아 공원 - 백운밸리 커뮤니티센터 뒷편 단독필지 사이에 있다.
- 일반 공원

## 기타
- 백운밸리 커뮤니티센터 - 수영장 성인 4레인 및 유아풀, 피트니스센터, GX룸 등으로 구성되어 있으며 2021년 7월부터 운영한다. 바로 옆에 주차장 건물이 별도로 있다.
- 주유소 근생 부지 - 2021년 2월에 57억에 토지분양하고, 동년 9월에 착공, 2022년 10월에 준공 및 운영.
- 백운호수교회 - 2019년에 완공했다.
- 주차장

| 블럭명  | 주소                 | 건물명                        | 주차면수 | 상가(실) | 비고                                              |
| ------- | -------------------- | ----------------------------- | -------- | -------- | ------------------------------------------------- |
| 주차장1 | 의료용지 앞          |                               |          |          | 분양 전                                           |
| 주차장2 | 주유소 용지 건너편   |                               |          |          | 분양 전                                           |
| 주차장3 | 의왕시 백운중앙로 78 | 백운밸리 커뮤니티센터 옆 건물 |          |          | 2021년 7월 완공                                   |
| 주차장4 | 의왕시 바라산로 16   | 브릭스 백운                   | 207      | 43       | 2021년 9월 완공                                   |
| 주차장5 | 의왕시 학의동 1061   | 더블유 W 주차복합 빌딩        | 47       |          | 2021년 2월에 24억에 토지분양했다. 2022년 7월 완공 |
| 총      |                      |                               |          |          |                                                   |

## 계획된 사업
- 위례과천선 연장
- 백운로 6차선 확장
- 오전 청계 간 도로 - 오전동 오매기 지구와 백운밸리(학의동) 간 4차선 도로 신설 (백운밸리 쪽 약 500미터는 터널) 2024년 3월에 착공식.
- 백운산터널 도로사업
- 청계IC 수원 방향 진입로 신설 - 2024년 04월 15일에 비관리청 도로공사 시행허가 공고.
- 백운호수초등학교 초중 통합 전환 - 2026년 3월 개교 예정

## 사업 이슈
- 2020년 3월 - 지원시설용지 개발계획 변경해 택지를 공청회 없는 깜깜이 추진
- 2020년 9월 - 감사원 감사서 의왕도시공사 백운밸리사업 400억 손실 적발
- 2020년 12월 - 백운호수초등학교 앞 백운밸리 커뮤니티센터를 의왕도시공사가 사옥으로 사용하려고 하여 물의를 일으켰다
- 2021년 3월 - 공동주택 쪽 토지구획정리가 완료되었다.
- 2021년 4월 - 청계IC 부근에 방음벽 설치를 확정하고 설계 용역을 발주했다.